# Terminal (film)
Terminal (ang. The Terminal) – amerykańska komedia romantyczna z 2004 roku w reżyserii Stevena Spielberga.

## Fabuła
Viktor Navorski (Tom Hanks), imigrant pochodzący z fikcyjnego państwa środkowoeuropejskiego, Krakozji, wylądował na Międzynarodowym Lotnisku im. Johna F. Kennedy’ego w Nowym Jorku. Stało się to dokładnie w chwili, gdy doszło do politycznego upadku jego państwa na skutek wojny domowej. Ze skutkiem natychmiastowym rząd USA zerwał stosunki dyplomatyczne z krajem Navorskiego i zaprzestał uznawać dokumenty podróżne wystawiane przez upadły rząd Krakozji. Navorski z nieważnym paszportem zostaje pozbawiony prawa opuszczenia strefy przylotów lotniska i wejścia na teren Nowego Jorku. Dzieje się tak m.in. za sprawą urzędnika imigracyjnego-biurokraty, Franka Dixona. Navorski został również pozbawiony prawa powrotu do Krakozji.
Pozbawiony swobody człowiek, pod nadzorem kamer i urzędników, zaczyna na terenie terminalu lotniska przygotowywać sobie podstawy do egzystencji. Viktor unika codziennie różnych podstępów i zasadzek funkcjonariuszy i władz lotniska. Często niedoceniany w swej przebiegłości, w komiczny sposób wyczekuje nadejścia kolejnej okazji, aby osiągnąć swój cel. Po wielu miesiącach pobytu w zamkniętej strefie lotniska, imigrant zakochuje się w stewardesie Amelii. Do grupy ludzi dobrej woli, wspierających Viktora, należą głównie zagraniczni pracownicy lotniska. Hindus i Latynos są tymi, którzy najlepiej rozumieją niedolę Navorskiego.

## Interpretacja
Pod lekką warstwą komedii ukazano krytykę biurokracji, która jednostkę łatwo może zamienić w ofiarę systemu. Lotnisko jawi się jak miniatura USA przez ukazanie mieszaniny barów szybkiej obsługi i sklepów wolnocłowych zaludnionych społecznością o całym przekroju socjalnym. 

## Inspiracja
Inspiracją do powstania filmu były autentyczne przeżycia Irańczyka, Mehrana Karimi Nasseriego, który od 26 sierpnia 1988 do lata 2006 przebywał na terenie portu lotniczego Charles’a de Gaulle’a w Paryżu. Nasseri posługiwał się pseudonimem Sir, Alfred (samemu pisząc przecinek między oboma członami pseudonimu). Losy tego emigranta sfilmowano we francuskiej komedii Upadli z nieba oraz w angielskiej fabularyzowanej wersji filmu dokumentalnego Here to Where (2001). Spielberg przeniósł akcję filmu do USA, gdzie po zamachu z 11 września 2001 r. wzrosła nieufność wobec nowych imigrantów.

## Obsada
- Tom Hanks – Viktor Navorski
- Catherine Zeta-Jones – Amelia Warren
- Stanley Tucci – Frank Dixon
- Chi McBride – Mulroy
- Diego Luna – Enrique Cruz
- Barry Shabaka Henley – Thurman
- Kumar Pallana – Gupta Rajan
- Zoe Saldaña – Torres
- Eddie Jones – Salchak
- Jude Ciccolella – Karl Iverson
- Corey Reynolds – Waylin
- Guillermo Díaz – Bobby Alima
- Rini Bell – Nadia
- Stephen Mendel – steward pierwszej klasy
- Walerij Nikołajew – Milodragovich

## Wersja polska
Opracowanie wersji polskiej: Start International Polska
Reżyseria: Marek Robaczewski
Dialogi: Katarzyna Wojsz
Dźwięk i montaż: Sławomir Czwórnóg, Janusz Tokarzewski
Kierownictwo produkcji: Elżbieta Araszkiewicz
Wystąpili:
- Andrzej Grabarczyk – Viktor Navorski
- Izabella Bukowska – Amelia Warren
- Artur Kaczmarski – Frank Dixon
- Andrzej Gawroński – sprzątacz Gupta

oraz:
- Łukasz Lewandowski
- Adam Bauman
- Agata Gawrońska
- Anna Sroka – Torres
- Beata Jankowska
- Elżbieta Kopocińska
- Iwona Rulewicz
- Izabela Dąbrowska
- Jacek Kopczyński
- Jan Kulczycki
- Janusz Wituch
- Krzysztof Szczerbiński
- Maciej Kujawski
- Marcin Troński
- Marek Robaczewski
- Paweł Szczesny
- Zbigniew Konopka

i inni